# Кольшварц
Кольшварц (нем. Kohlschwarz) — коммуна (нем. Gemeinde) в Австрии, в федеральной земле Штирия. 
Входит в состав округа Фойтсберг.  Население составляет 754 человека (на 31 декабря 2005 года). Занимает площадь 15,95 км². Официальный код  —  6 16 10.

## Политическая ситуация
Бургомистр коммуны — Аугуст Бахац (СДПА) по результатам выборов 2005 года.
Совет представителей коммуны (нем. Gemeinderat) состоит из 9 мест.
- АНП занимает 4 места.
- СДПА занимает 4 места.
- местный список: 1 место.